# Hygrophorus
Hygrophorus é um gênero de fungos da família Hygrophoraceae. Todas as espécies formam micorrizas com árvores. Muitas espécies deste gênero são comestíveis.
A Hygrophorus eburneus é a espécie-tipo do gênero Hygrophorus.